# Cethosia floresiana
Cethosia floresiana är en fjärilsart som beskrevs av Hans Fruhstorfer 1902. Cethosia floresiana ingår i släktet Cethosia och familjen praktfjärilar. Inga underarter finns listade i Catalogue of Life.